# Norops rubribarbus
Norops rubribarbus este o specie de șopârle din genul Norops, familia Polychrotidae, descrisă de Thomas Barbour și Ramsden 1919. Conform Catalogue of Life specia Norops rubribarbus nu are subspecii cunoscute.